# Itrialita-(Y)
|  | No s'ha de confondre amb la itriaïta-(Y), un mineral de la classe dels òxids.. |

La itrialita-(Y) és un mineral de la classe dels silicats, que pertany al grup de la thortveitita. Rep el seu nom per la seva composició química, que conté itri.

## Característiques
La itrialita-(Y) és un silicat de fórmula química Y₂Si₂O₇.
Segons la classificació de Nickel-Strunz, la itrialita-(Y) pertany a «09.BC: Estructures de sorosilicats (dímers), grups Si₂O₇, sense anions no tetraèdrics; cations en coordinació octaèdrica [6] i major coordinació» juntament amb els següents minerals: gittinsita, keiviïta-(Y), keiviïta-(Yb), thortveitita, keldyshita, khibinskita, parakeldyshita, rankinita, barisilita, edgarbaileyita, kristiansenita i percleveïta-(Ce).

## Formació i jaciments
Va ser descoberta a Baringer Hill, a la localitat de Bluffton del comtat de Llano, a Texas, Estats Units. També ha estat descrita en altres indrets de Texas i de l'estat de Virgínia, així com al Brasil, el Japó, Finlàndia, Mongòlia, Noruega, Nova Caledònia, Rússia, Suècia i Noruega.